# NGC 2710
NGC 2710 ist eine Balken-Spiralgalaxie vom Hubble-Typ SBb im Sternbild Großer Bär am Nordsternhimmel. Sie ist schätzungsweise 115 Millionen Lichtjahre von der Milchstraße entfernt.
Das Objekt wurde am 18. März 1790 von Wilhelm Herschel entdeckt.